# Phaeochroops acuticollis
Phaeochroops acuticollis là một loài bọ cánh cứng trong họ Hybosoridae. Loài này được Arrow miêu tả khoa học năm 1907.